# The Glass Menagerie (peça)

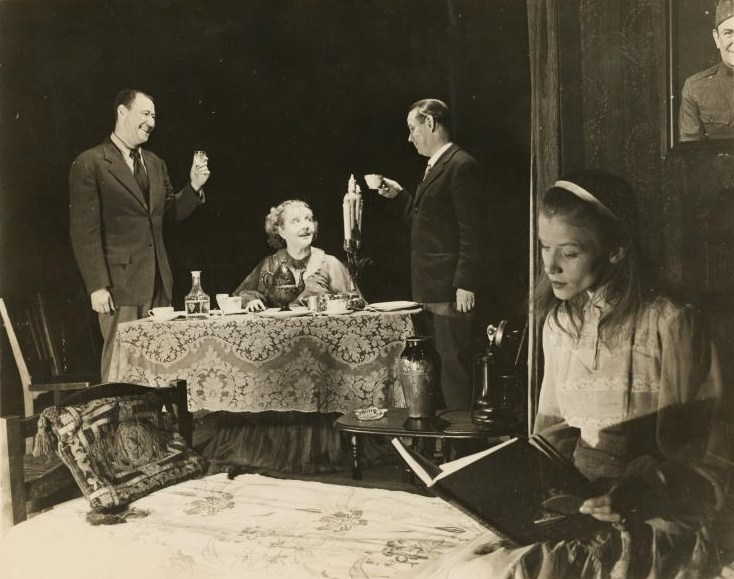
Da esquerda para a direita: Anthony Ross, Laurette Taylor, Eddie Dowling e Julie Haydon na peça The Glass Menagerie, de Tennessee William, Broadway - foto publicitária (cortada).

The Glass Menagerie (no Brasil, conhecida como À Margem da Vida, Algemas de Cristal ou ainda O Zoológico de Vidro) é uma peça de teatro escrita por Tennessee Williams em 1944.

## Enredo
A peça se passa na casa de Amanda, uma mulher amargurada cujo maior objetivo na vida é conseguir um casamento para a filha, Laura. A jovem, que sofre de um defeito físico nas pernas, foge da realidade com a sua coleção de bichinhos de cristal.
Amanda convence seu outro filho, Tom, a convidar um amigo do trabalho, Jim, para um jantar na sua casa, com a esperança de que ele se torne o aguardado noivo de Laura.
Tom, alter ego do autor, é um poeta que trabalha numa sapataria para sustentar a família depois que o pai os abandonou. Sufocado pela responsabilidade, encontra refúgio no álcool.
Durante o jantar, Jim revela que já está noivo de outra mulher.

## Montagens
The Glass Menagerie estreou na Broadway em 31 de março de 1945, permanecendo em cartaz no Teatro Playhouse até 29 de junho de 1946, com elenco formado por Eddie Dowling (Tom Wingfield), Laurette Taylor (Amanda Wingfield), Julie Haydon (Laura Wingfield) e Anthony Ross (Jim O'Connor).
Em 1947, a peça teve sua primeira encenação no Brasil. Abílio Pereira de Almeida e o Grupo de Teatro Experimental levaram o texto de Williams ao Theatro Municipal de São Paulo, com o título À Margem da Vida. O elenco era formado por Abílio Pereira de Almeida (Tom), Caio Cayubi (Jim), Marina Freire (Amanda) e Nydia Licia (Laura).
Antônio Abujamra dirigiu, em 1988, uma encenação com Antoine Rovis, Bárbara Bruno, Nicette Bruno e Paulo Goulart Filho.
No cinema, a peça foi adaptada três vezes, sendo a primeira delas, por  Irving Rapper em 1950, que reuniu atores como Gertrude Lawrence, Jane Wyman, Kirk Douglas, Ann Tyrrell e Arthur Kennedy. Já em 1973, The Glass Menagerie ganhou uma segunda adaptação para o cinema, desta vez dirigido por Anthony Harvey e produzido por David Susskind para a televisão americana, tendo como elenco: Katharine Hepburn (Amanda Wingfield), Sam Waterston (Tom Wingfield), Joanna Miles (Laura Wingfield), e Michael Moriarty (Jim O'Connor). Se John Barry desenvolveu a trilha sonora desta segunda versão, Henry Mancini fê-lo para a terceira delas, em 1987. Em suma, The Glass Menagerie, conquanto tenha passado por adaptações elogiáveis ou sob críticas, o que é comum quando se trata de uma peça adaptada para outro gênero, suas montagens obtiveram a participação dos mais consagrados músicos, atores e diretores, como Antônio Abujamra que em 1988, fê-la conhecida no cenário teatral brasileiro.

## Sinopse
A ideia que povoa e mente da mãe dominadora e controladora de mínimos detalhes levados ao exagero (Amanda Wingfield), evoca o Southern Past americano impregnado no quase delírio, hábitos e no vestido de cuidadoso bordado exibido pela srª. Wingfield quando do esperado jantar oferecido à sua família, mas direcionado a contribuir com a aproximação romântica de sua filha (Laura) ao rapaz de bons modos (Jim). A pacata e claustrofóbica casa é transformada como via de possibilidades para que surja alguém promissor à ambição desmedida de Amanda. A mentalidade daquela mãe denotaria uma tradição remontada no passado sulista estadunidense, em contradição com a vida moderna, fullgas e em transformação na urbe imersa no trabalho e no sonho americano inalcançável. Se seu filho (Tom) busca a escapatória, seja na poesia, nas idas ao cinema ou no desejo de ingressar em uma vida de aventuras, Laura, com complexo de inferioridade, tímida e deficiente, nutre um mundo de sonhos cujo símbolo recai sobre sua coleção de animais de cristal, dentre os quais, um não se encaixa ou destoa do conjunto por ser irreal (um unicórnio), o que terá em Jim O'Connor decisivo papel de epifania ou passagem para outro estado mental (pois aquele o quebrará acidentalmente após início de uma dança com Laura, vindo a deixar o prezado objeto com aparência de simples equino). Isso levará Laura à demonstrar certo humor e a escutar o conselho encorajador de Jim (que não a revelara que é comprometido com Betty, tampouco fê-lo saber a seu melhor amigo Tom) quanto à necessidade da mesma em desenvolver auto estima. Com isso, Laura seria levada a virar uma página de sua vida (a falta de luz, a dança, o chifre que se separara do unicórnio, são como etapas de transformação e renascimento). Importante momento desse relacionamento passageiro e "mágico" é que Laura beijará e dançará pela primeira vez. Dessa forma, as três versões focarão nesse episódio cheio de simbolismos, emoção e sutilezas nos gestos e diálogos decisivos para a "passagem" de um estado para outro. Dois pontos interessantes dessa trama é, em primeiro lugar, a cortina não colocada por acaso entre a sala de estar e de jantar que é aberta como alusão a um palco de teatro; e em segundo lugar, mesmo que em primeira mão seja imperceptível ao leitor/telespectador, os diálogos entre Jim e Laura demonstrarão que após a perda do chifre do pequeno unicórnio de cristal, um novo horizonte parece se desabrochar para a tímida Laura, o que a versão de 1950, distanciada do final pensado por Tennesse Williams, procurou salientar colocando uma perspectiva otimista no comportamento de Laura que menciona a sua mãe Amanda acerca de um tal de Richard, cuja silhueta apareceria andando diante do endereço dos Wingfield, ao que sua mãe mencionara: "Richard é nome de homem bonito". Em suma, todas as versões cinematográficas oferecem sentidos, aspectos e reflexões para essa grandiosa obra clássica do teatro mundial.

## No Brasil
O Zoológico de Vidro é a peça teatral a partir de versão brasileira traduzida do original de Tennessee Williams  por Marcos Daud, tendo no elenco Cássia Kiss, Kiko Mascarenhas, Karen Coelho e Erom Cordeiro, sob direção de Ulisses Cruz. A montagem estreou em São Paulo, no SESC Consolação, no dia 16 de janeiro de 2009. Esta montagem comemora 30 anos de carreira da atriz Cássia Kiss.

### Sinopse
Baseado no texto original de Tennessee Williams, O Zoológico de Vidro conta a história dos Wingfield, que moram num prédio de pequenos apartamentos num bairro afastado e pobre de Saint Louis, no Meio Oeste americano. A peça se passa nos anos 30, e é narrada por Tom (Kiko Mascarenhas), um poeta e escritor com ambições bem maiores do que simplesmente trabalhar num depósito de calçados, com ideia firme de se juntar à Marinha Mercante e ter um pouco de aventura em sua vida. Daí o personagem sempre sair às noites, dizendo que vai ao Cinema, como escapismo. Os demais personagens são apresentados por ele: Amanda (Cássia Kiss), sua mãe tão protetora que chega praticamente a sufocar, sua irmã Laura (Karen Coelho), uma moça extremamente tímida, manca e dona de uma coleção de bichinhos de vidro (o zoológico do título) e discos que o pai lhe deixou. Um quarto personagem, Jim O'Connor (Erom Cordeiro), é um colega de Tom no depósito de calçados, que Amanda intenciona que seja um pretendente para Laura. Há ainda um quinto personagem que não aparece na peça, mas que está estampado numa foto gigante. É o pai de Laura e Tom, que abandonou a família. Desta forma, os quatro personagens presentes lidam com suas realidades e sonhos, sendo que tudo se passa nas lembranças do narrador, Tom Wingfield.

### Elenco e Personagens
- Cássia Kiss - Amanda Wingfield
- Kiko Mascarenhas - Tom Wingfield
- Karen Coelho - Laura Wingfield
- Erom Cordeiro - Jim O'Connor

### Ficha Técnica
- Texto = Tennessee Williams
- Tradução = Marcos Daud
- Direção = Ulisses Cruz
- Assistente de Direção = Fabiano Ryff
- Cenografia = Hélio Eichbauer
- Assistente de Cenografia = Luiz Henrique Sá
- Cenotécnico = Estevão Nascimento
- Pintura de Arte = Naíra Sant'ana Ferreira e Helô Cardoso
- Serralheria = Jonathan Salles
- Maquinistas = Rodrigo Nascimento e Jorge Basto
- Assistente de Montagem = João Marcelo L. Ribeiro
- Contra-Regra = Gilson Ferreira
- Figurinos = Beth Filipecki e Reinaldo Machado
- Ateliê de Figurino = Thanara Shornadie
- Camareira = Antonia Sacramento
- Iluminação = Domingos Quintiliano
- Operação de Luz = Tié Fabiano
- Técnicos de Luz = Jéferson da Silva Bessa e Marcelo Iriarti
- Visagismo = Vavá Torres
- Preparação do Corpo = Luiza Continentino
- Música Original = Victor Pozas
- Orquestração = Roberto Pollo e Victor Pozas
- Efeitos Sonoros = Laércio Salles
- Pesquisa e Assistência Musical = Álvaro de Almeida
- Designers de Som/Surround = Laércio Salles e Victor Pozas
- Operação de Som = Jean Borges
- Design Gráfico e Fotos = Gal Oppido
- Assistente de Design = Diego Souza
- Editoração Gráfica = Cult / João Marcelo de Oliveira
- Direção de Produção = Radamés Bruno
- Produção Executiva / RJ = Alina Lyra e Yara Souza
- Produçâo Executiva / SP = Marcella Castillo, Maria Fernanda Tavares, Egberto Simões e João Marcelo Ribeiro
- Direção Administrativa = Fernando Morales
- Assessoria de Imprensa = Célia Forte, Selma Morente e Daniela Bustos
- Produção = Cult / Claudia Andrade e Mário Martini
- Duração do Espetáculo = 150 minutos, com intervalo
- Realização = SESC-SP